# آندری کرون

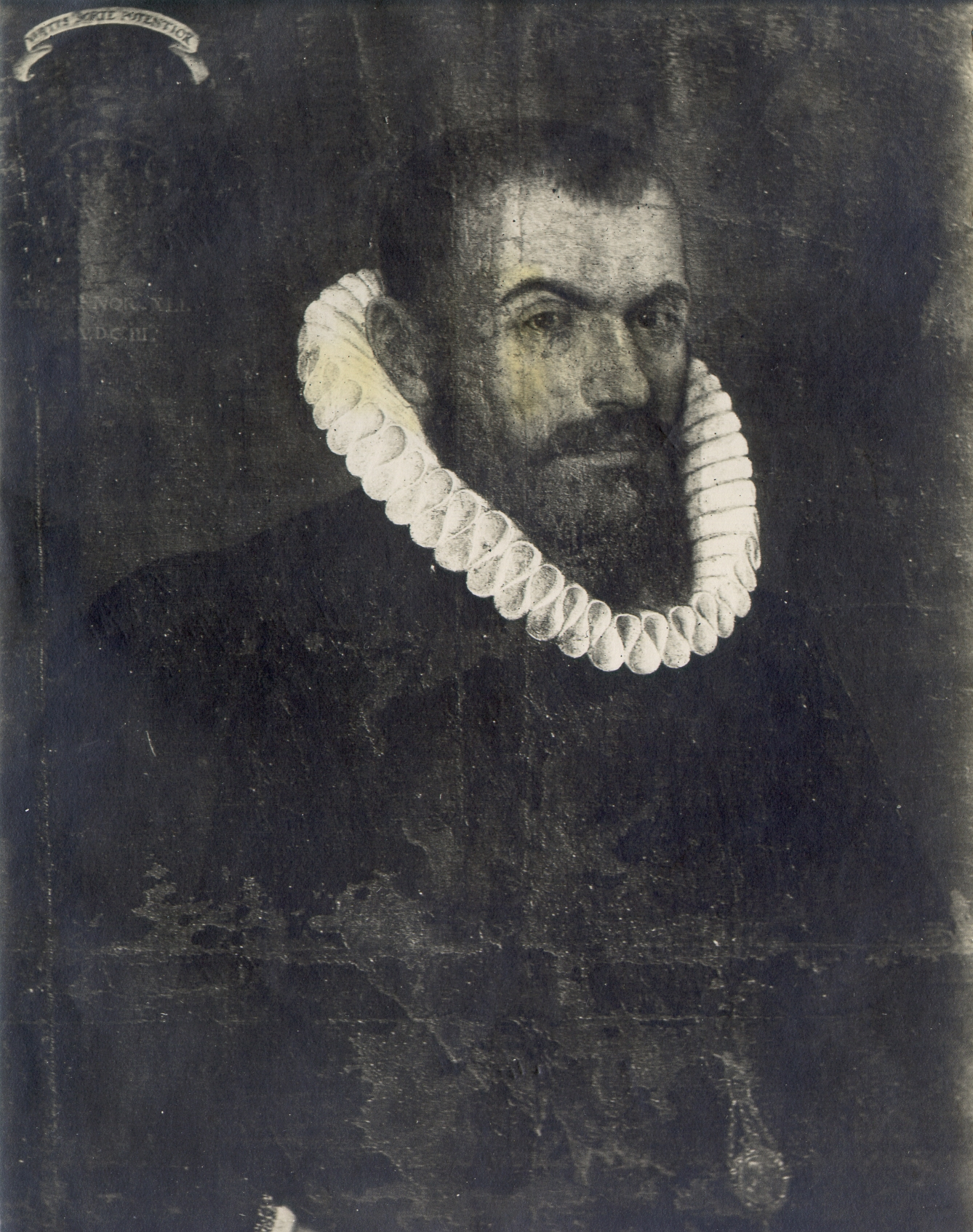
آندره کرون

آندره کرن (به انگلیسی: Andrej Kroen) سیاستمدار اواخر قرن شانزدهم و اوایل قرن ۱۷ در اسلوونی بود، در آن هنگام این کشور تحت امپراتوری مقدس روم بود. وی در سال ۱۵۹۹ میلادی شهردار لیوبلیانا شد. در سال ۱۶۰۰ میلادی ژوزیپ تسولر جانشین وی شد.